# Paulinho (football, 2005)
Pour les articles homonymes, voir Paulinho (homonymie).
	Paulo Ricardo de Souza Babilônia, dit Paulinho, est un footballeur brésilien né le 23 mai 2005 à Tefé. Il joue au poste d'arrière droit à Vasco da Gama. 

## Carrière

### En club
Formé à Vasco da Gama, il joue son premier match avec l'équipe première le 8 février 2023 contre le Nova Iguaçu dans le championnat de Rio de Janeiro en entrant à la 87' à la place de José Luis Rodríguez.

### En sélection
Avec les moins de 20 ans, il participe au Championnat de la CONMEBOL en 2025 au Venezuela. Il joue 4 matchs pendant ce tournoi et le Brésil remporte le titre.

## Palmarès
- Vainqueur du Championnat de la CONMEBOL des moins de 20 ans en 2025